# Quistorp (Familie)

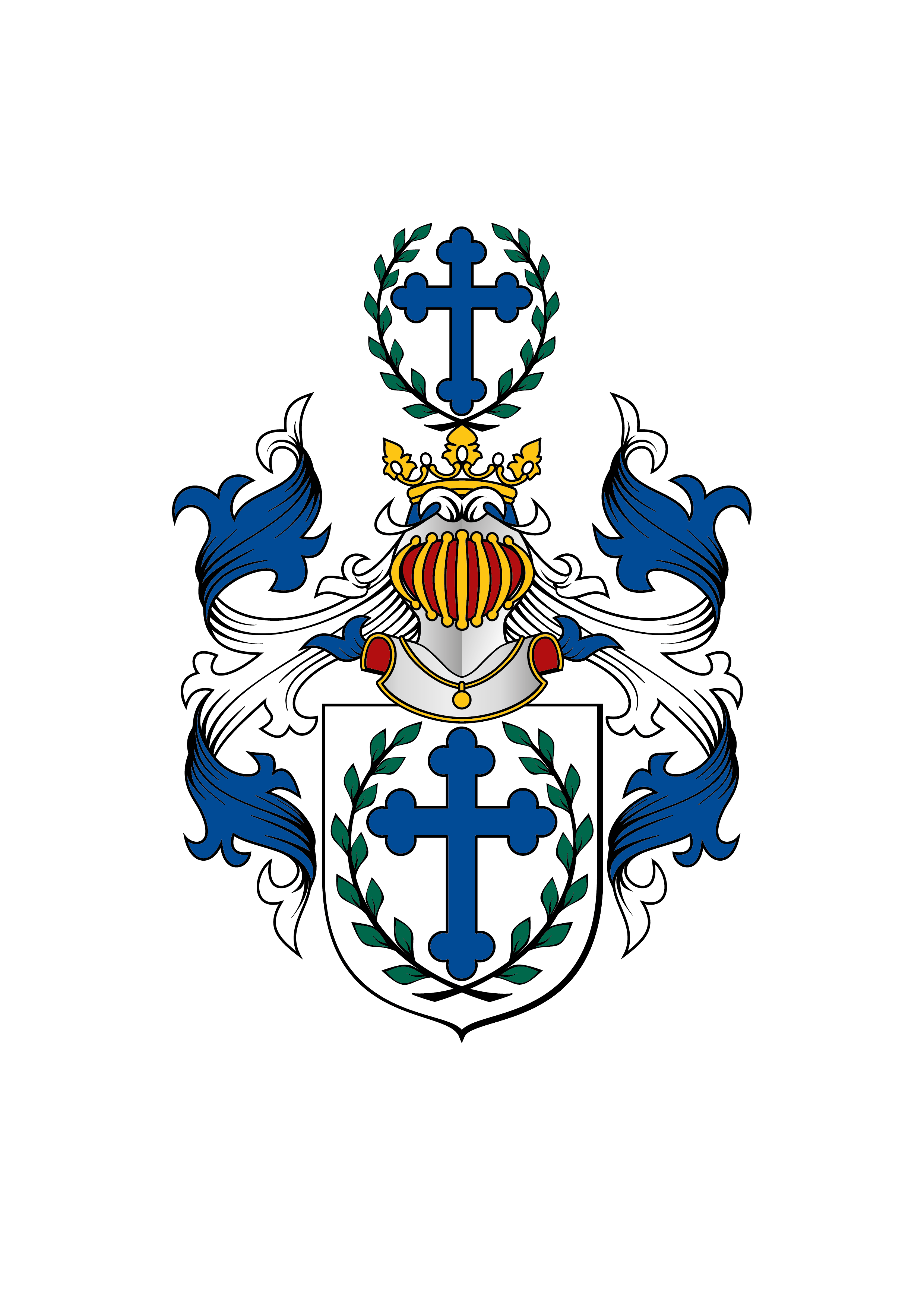
Wappen der Familie von Quistorp

Quistorp ist der Name einer protestantischen norddeutschen Familie. Der Name der Familie wird mit Johan Quitzstorp 1364 erstmals urkundlich erwähnt und lässt sich vermutlich auf die Lokatoren-Familie des gleichnamigen Dorfes in Holstein zurückführen. Bekannt wurden ab dem 17. Jahrhundert mehrere Generationen von Universitätsprofessoren in Mecklenburg und Vorpommern.

## Geschichte
Die Familie kam wahrscheinlich im Zuge der Ostkolonisation im 12. Jahrhundert aus den altdeutschen Gebieten nach Holstein und später über Rostock weiter nach Pommern. 1455 wurden Marquar(t) Quistorpp und nach ihm 1472 Hinrik Quistorp als Hufner in Neudorf urkundlich erwähnt, einer Neugründung zwischen Quisdorf und Eutin. Die sichere Stammreihe beginnt mit Marquart Quistorpp, urkundlich 1542, Vollhufner auf Neudorf.
Aus der Familie, die sich um 1535 dem evangelisch-lutherischen Glauben anschloss, sind zahlreiche Gelehrte hervorgegangen, insbesondere eine Reihe namhafter Theologen im 17. und 18. Jahrhundert in Rostock und Greifswald, die sich in den Städten nicht nur für den Glauben, sondern auch für das Gemeinwohl einsetzten. So übernahmen sie unter anderem 33 Mal das Rektorenamt der Universitäten von Rostock und Greifswald. Der ältere Rostocker Familienast führte die theologische Tradition fort.
Im Greifswalder Familienast folgten u. a. zwei Schill’sche Offiziere und einige Gutsbesitzer auf Crenzow und Zarrentin, danach auch Rubkow und später in Bauer und Wehrland (Gemeinde Zemitz) in Vorpommern. Von ihnen wurde Dr. phil. Johann Quistorp 1782 geadelt.
Im jüngeren Rostocker Familienast gab es mehrere Apotheker und mit Johann von Quistorp einen Strafrechtsgelehrten. Dieser wurde am 22. Juni 1792 mit dem Zusatz „Edler v.“ geadelt.

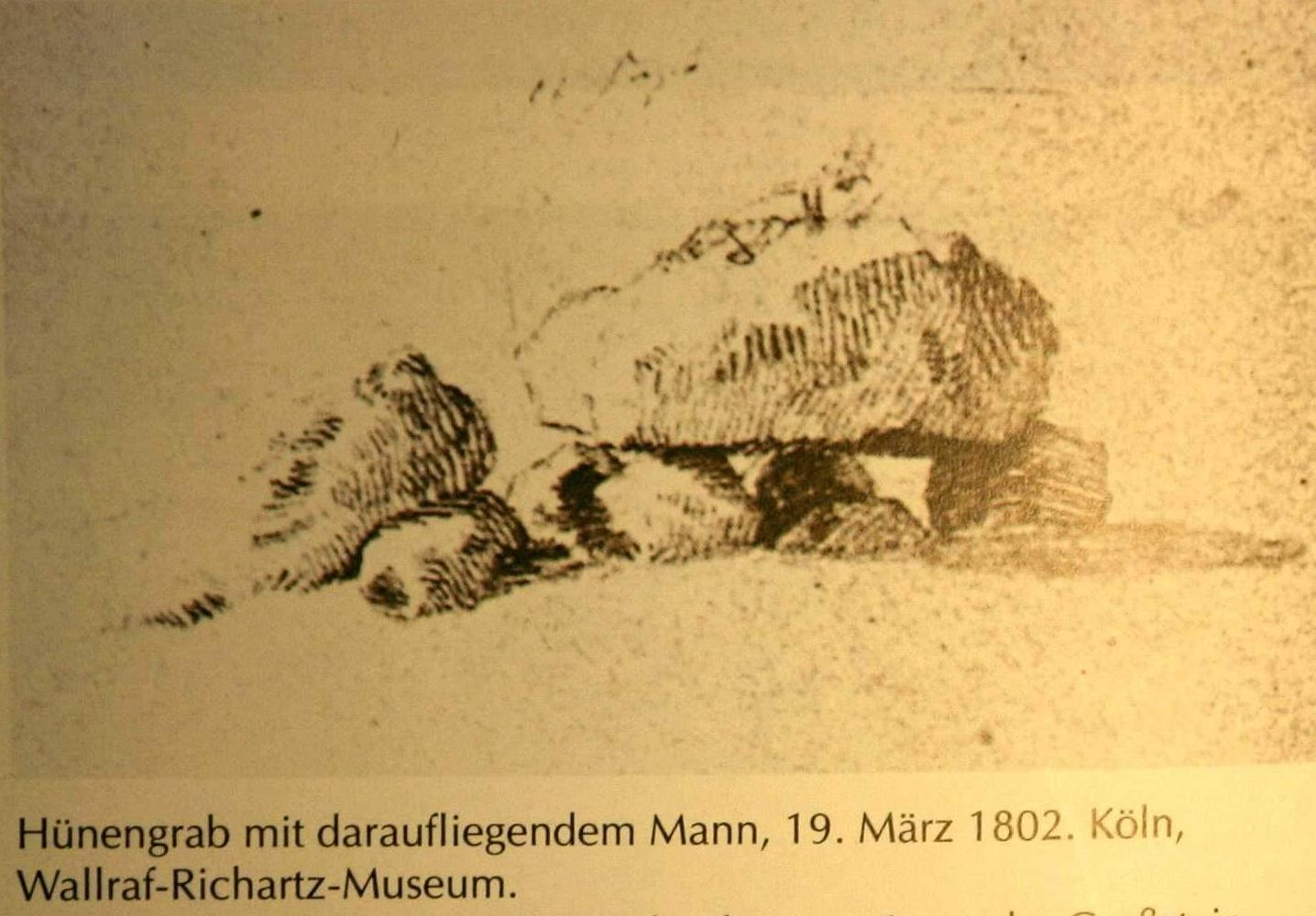
Skizze C. D. Friedrich mit Johann Gottfried Quistorp darauf liegend

Der Greifswalder Universitätsbau- und Zeichenmeister Johann Gottfried Quistorp war Lehrer und Freund von Caspar David Friedrich. Er begleitete ihn auf vielen Touren in Vorpommern. In einer Skizze vom Gützkower Hünengrab von 1802 wurde Quistorp darauf liegend und Pfeife rauchend durch Friedrich verewigt.
Mit ihrem größeren Besitz im Bereich von Lassan im Landkreis Greifswald waren die von Quistorp Mitglied des dortigen ständischen Kreistages. Im Kreishaus hing ein Wappenfries aller 24 Gutsherren und der drei Städte des Kreises, darunter das derer von Quistorp.

## Besitze der Familie

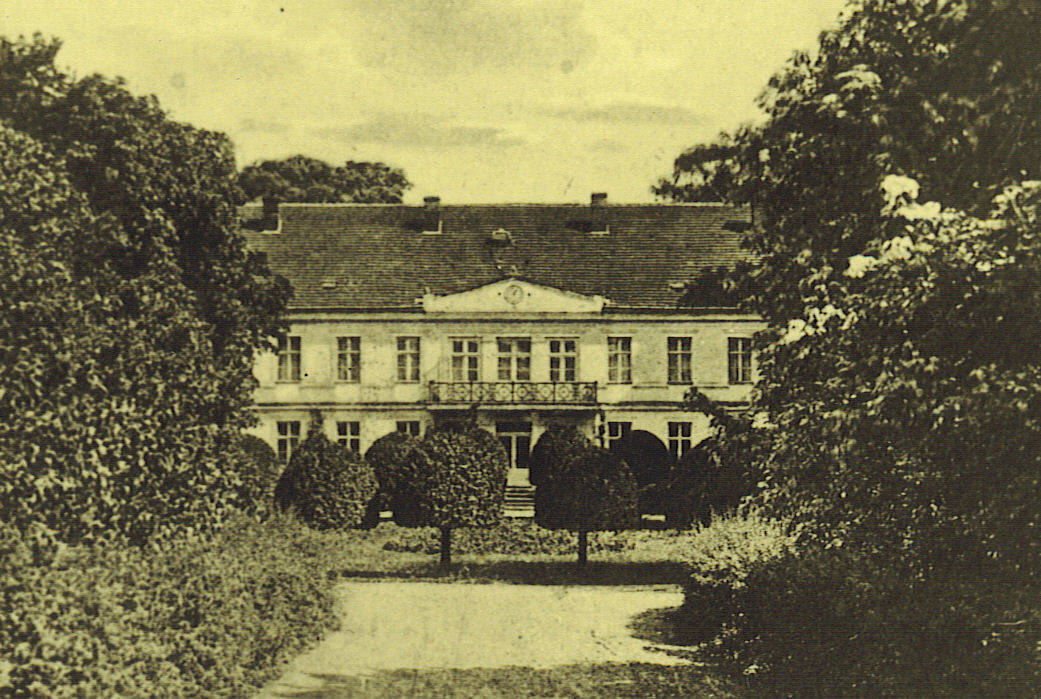
Gutshaus Crenzow 1925
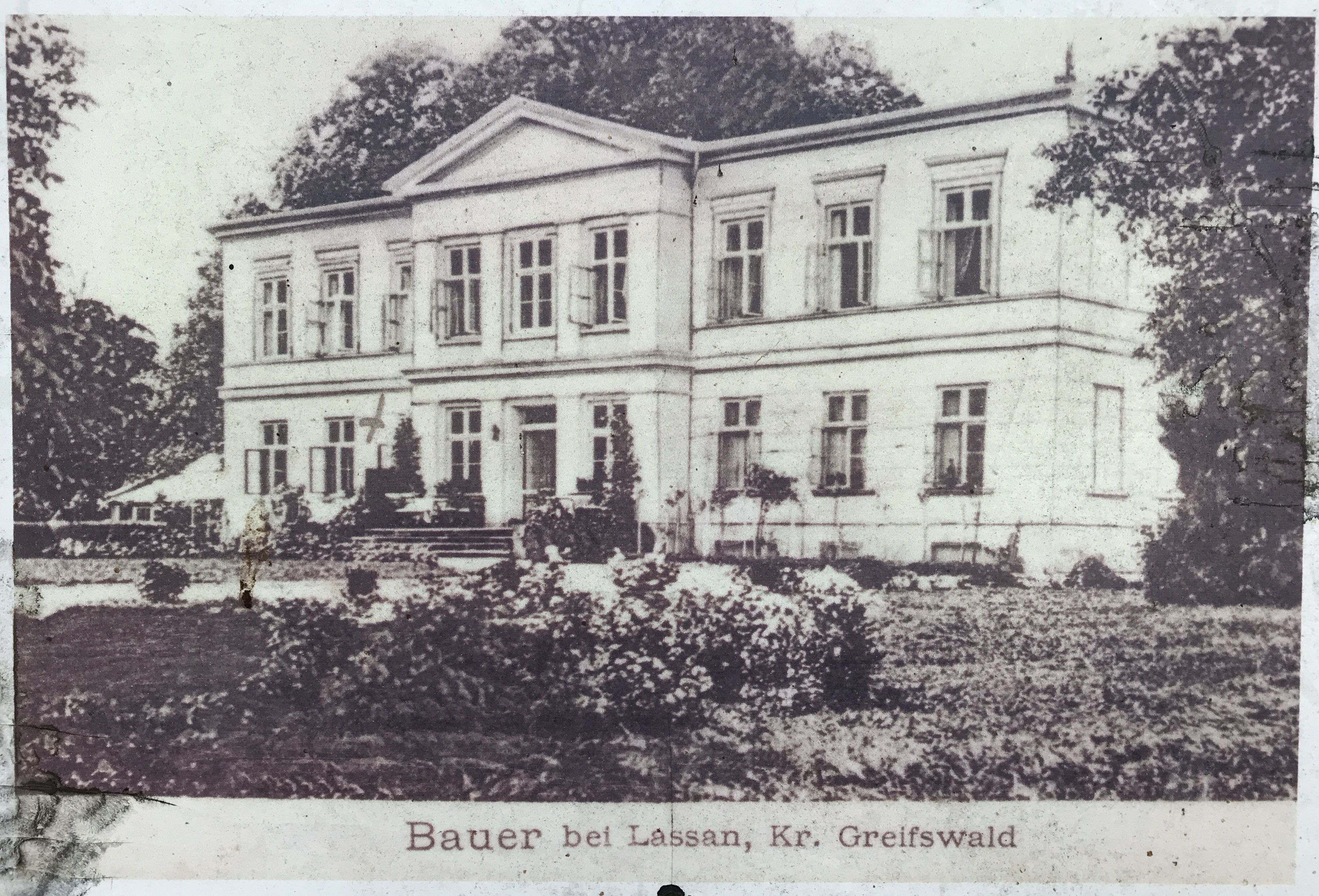
Historische Ansicht Gutshaus Wehrland

## Wappen
In Silber innerhalb von zwei kranzförmig liegenden grünen Lorbeerzweigen ein blaues Kleeblattkreuz; auf dem Helm mit blau-silbernen Decken das Schildbild.

## Vertreter (genealogisch sortiert)

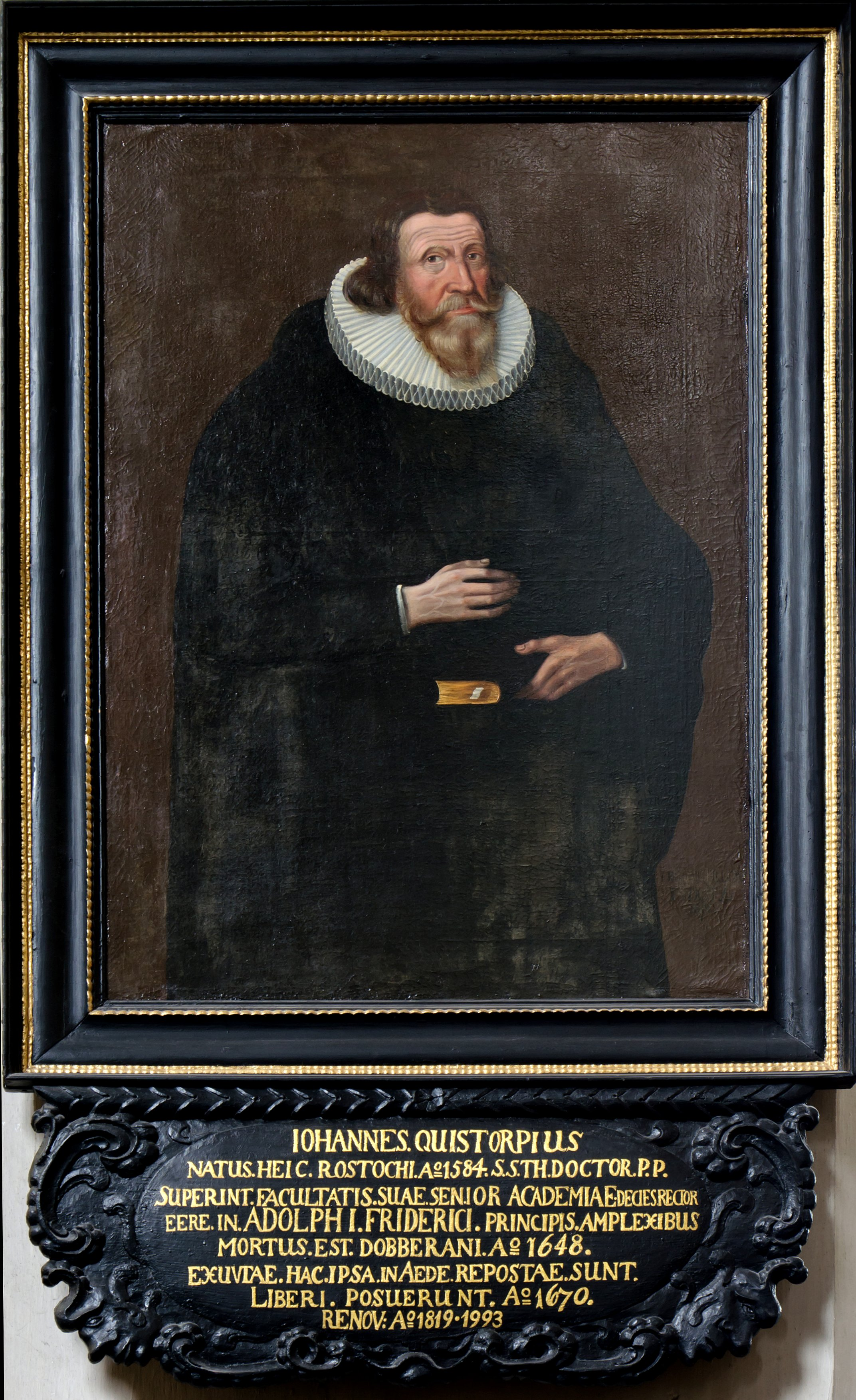
Johannes Quistorp d. Ä. (1584–1648); Bild in der Marienkirche Rostock

Johann Quistorp der Ältere (1584–1648), Theologe in Rostock
- Johann Quistorp der Jüngere (1624–1669), Theologe in Rostock
  - Johann Nikolaus (1651–1715), Theologe in Rostock
    - Lorenz Gottfried (1691–1743), Kaufmann
      - Johann Jakob (1717–1766), Theologe in Rostock
        - Friedrich August (* 1751), Kaufmann, verschollen in Danzig
          - Heinrich (1783–1853), Feldmesser und Kommissionsrat in Greifswald
            - Johannes (1822–1899), Unternehmer und Wohltäter in Stettin
              - Martin (1861–1929), Unternehmer in Stettin

            - Wilhelm (1824–1887), Pastor und Vorkämpfer der Diakonie in Ducherow
              - Gottfried Quistorp (1867–1948), Studienrat
                - Heinrich (1911–1987) ⚭ Elfriede Thilo (1916–2007)
                  - Eva (* 1945), Politikerin, Trägerin des Bundesverdienstkreuzes

            - Heinrich (1836–1902), Unternehmer und Spekulant

        - Johann Gottfried (1755–1835), Architekt und Maler in Greifswald
        - Johann (1758–1834)
          - Charlotte (1780–1801) ⚭ Ernst Moritz Arndt
            - Karl „Treu“ (1801–1885) ⚭ Clementine Helbig
              - Arno von Arndt (1835–1902), preußischer General
              - Charlotte (* 1843) ⚭ Emil Jacobsen
                - Dorothea Jacobsen (* 1872) ⚭ Hans von Seeckt

          - Friedrich Quistorp (1791–1879), Hofgerichtsrat ⚭ Caroline Wilhelmine von Möller (1801–1866)

        - Christina (1762–1797) ⚭ Hans Gering (1760–1820), Pastor in Gützkow
          - Juliane Gering (1794–1874) ⚭ Wilhelm Meinhold, Pastor und Schriftsteller

      - Bernhard Friedrich (1718–1788), Generalsuperintendent für Vorpommern
        - Johann (1752–1825),[1] geadelt Wien 1782, kaufte 1820 das Gut Crenzow bei Lassan in Pommern
          - Ernst v. (1784–1831), Offizier im Freicorps Ferdinand von Schill
          - August v. (1786–1849), Offizier im Freicorps Ferdinand von Schill, Gutsherr in Crenzow ab 1835
            - August v. (1822–1877), Nachfolger als Gutsherr in Crenzow und Zarentin[2]
              - Wernher v. (1856–1908), Gutsbesitzer und preußischer Politiker
                - Emmy v. (1886–1959) ⚭ Magnus von Braun (1878–1972), Reichsernährungsminister
                  - Wernher von Braun (1912–1977), Rakentenforscher

                - Alexander v. (1892–1974), Bankier, Gutsbesitzer und Kommendator des Johanniterordens
                  - Albrecht v. (1926–2010)
                    - Achim v. (* 1961), Wirtschaftsmanager, Kommendator des Johanniterordens und Träger des Bundesverdienstkreuzes, ⚭ Dr. iur. Denise v., geb. Rejc, Diplomatin,

                  - Maria v. (1928–2025) ⚭ Wernher von Braun (1912–1977)
                  - Karl-Johann Pieter v. (1931–2023)[3] Vorstand Hansa-Reederei und Kommendator des Johanniterordens ⚭ Sigrun Matthies
                    - Karl-Alexander v. (1962–2017)
                    - Theda v. (* 1963)
                    - Achaz v. (* 1964)

                  - Cecilie v. (* 1939) ⚭ Eberhard von Below
                  - Alexandra v. (* 1945), Gründerin des Deutsch-Russischen Forums, Trägerin des Bundesverdienstkreuzes ⚭ Otto Graf Lambsdorff, Politiker, (1926–2009)

              - Henriette v. (1866–1945) ⚭ Gustav von Below (1855–1940), Diplomat, Gutsbesitzer und Mitglied des Preußischen Herrenhauses

          - Erich v. (1794–1830), Offizier in Göttingen
            - Barthold v. (1825–1913), General und Militärschriftsteller
            - Aeone v. (1827–1854) ⚭ Adolph Gündell (1820–1898)
              - Erich v. Gündell (1854–1924), General der Infanterie

      - Theodor Johann (1722–1776), Jurist und Bühnenschriftsteller in Wismar

    - Anna Christina (1695–1743) ⚭ Theophil Schwollmann (1797–1766)
      - Wilhelm Alexander Schwollmann, Theologe in Schleswig

  - Balthasar (gest. 1724), Apotheker in Rostock
    - Johann Bernhard (1692–1761), Mediziner in Rostock
      - Johann Christian (1737–1795), Jurist in Rostock, geadelt 1792

## Weitere Literatur
- Ergänzend zur Edition und Auswertung aller Familiennachrichten, welche die Rostocker Theologen Johann Quistorp d. Ä., Johann Quistorp d. J., Johann Nikolaus Quistorp und Johann Jakob Quistorp sowie der Rostocker Rats- und Handelsherr Lorenz Gottfried Quistorp (1691–1743) zwischen 1619 und 1766 handschriftlich in ihre Familienbibel notierten (= PURL: https://doi.org/10.18453/rosdok_id00003108), hat die Universitätsbibliothek Rostock im Januar 2023 ein Volltext-Digitalisat der Hausbibel Quistorp von 1614/15 freigeschaltet, das auch alle handschriftlichen Einträge umfasst (= PURL: http://purl.uni-rostock.de/rosdok/ppn1830988190; dazu PURL: http://purl.uni-rostock.de/rosdok/ppn1805338803).
- Bernd Jordan, Klaus Berge, Beate Lunze: Güter, Herrenhäuser und Familien um Lassan, in: Beiträge zur Lassaner Heimatgeschichte, Hrsg. IG Heimatgeschichte Lassan e. V., Druckhaus Berlin-Mitte GmbH, Berlin / Lassan 2007.
- Die Matrikel der Universität Rostock IV., 1. (Mich. 1694 – Ost. 1759), Verzeichnis, Hrsg. Adolph Hofmeister, in Commission der Stillerschen Hof- und Universitäts-Buchhandlung (G. Nusser), Rostock 1901. Digitalisat
- Die Matrikel der Universität Rostock III. (Ost. 1611 – Mich. 1694.) Verzeichnis, Hrsg. Adolph Hofmeister, in Commission der Stillerschen Hof- und Universitäts-Buchhandlung (G. Nusser), Rostock 1895. Digitalisat
- Heinrich Berghaus: Landbuch des Herzogtums Pommern und des Fürstentums Rügen. IV. Teils Band II, W. Dietze, Anklam 1868.